# Mușchi tensor al vălului palatin
Mușchiul tensor al vălului palatin (latină: musculus tensor veli palatini), cunoscut și sub numele de peristafilin extern sau după inserții sfenosalpingostafilin, este unul din cei cinci mușchi pereche ai palatului moale. Este format din două părți – o parte verticală musculară și o parte mai orizontală fibroasă, care formează aponevroza palatină.

## Structură
Mușchiul tensor al vălului palatin se compune din două mănunchiuri destul de distincte de fibre musculare separate de un strat de țesut fibroelastic. Este format în proporție de 60% din fibre albe (rapide). Mănunchiul mai lateral este de forma unui triunghi inversat și are originea pe fosa scafoidă și aripa mare a osului sfenoid. Mușchiul coboară anterior, lateral și inferior pentru a converge într-un tendon care înconjoară procesul hamular al lamei pterigoidiene mediale și o bursă interpusă. Această grupă de fibre se inseră apoi pe marginea posterioară a procesului orizontal al osului palatin și pe aponevroza palatină a porțiunii anterioare a velumului.
Mănunchiul medial al mușchiului se află imediat adiacent peretelui membranos lateral al trompei lui Eustachio și poartă numele de mușchiul dilatator al tubei, care a fost descris pentru prima dată de Valsalva și ulterior confirmat de alte disecții anatomice. Are originea superioară pe jumătatea posterioară a peretelui membranos lateral al trompei. Fibrele coboară brusc pentru a pătrunde și a se combina cu fibrele mănunchiului lateral al mușchiului.

## Inervație
Este inervat de nervul pterigoidian medial, o ramură a nervului mandibular. Astfel, tensorul vălului palatin este singurul mușchi al palatului moale care nu este inervat de nervul vag.

## Vascularizație
Tensorul vălului palatin primește sânge de la artera maxilară, o ramură a arterei carotide externe.

## Acțiune
Este un tensor transversal al vălului palatin pe care îl întinde între cele două hamulusuri pterigoidiene. În același timp vălul palatin devine o membrană de rezonanță cu rol în diverse activități fonatorii (cântat, vorbit). Mușchiul ajută și la ridicarea vălului palatin, fiind sinergist cu ridicătorul vălului palatin. Prin fasciculele tubare el este și un dilatator al trompei, asigurând în timpul deglutiției o ventilare a urechii mijlocii.